# Trichiorhyssemus fruhstorferi
Trichiorhyssemus fruhstorferi är en skalbaggsart som beskrevs av Rudolph Petrovitz 1968. Trichiorhyssemus fruhstorferi ingår i släktet Trichiorhyssemus och familjen Aphodiidae. Inga underarter finns listade i Catalogue of Life.